# جائزة المسرح العالمي
جائزة المسرح العالمي (الإنجليزية: Theatre World Award) هي تكريم أمريكي يتم تقديمه سنويًا للممثلين والممثلات تقديراً للأداء المتميز لأول مرة في مدينة نيويورك، تم منحه لأول مرة لموسم المسرح 1945-1946.

## تاريخ
أسس دانيال بلوم ونورمان ماكدونالد وجون ويليس جوائز عالم المسرح في عام 1944، وذلك تقديراً للشخصيات الواعدة والممثلين والممثلات في العروض الأولى في مسرح برودواي أو خارجه. قدمت الجوائز في العام الأول إلى  بيتي كومدن، وجودي هوليداي، وجون رايت، وفي العام الثاني إلى باربرا بيل غيدس، ومارلون براندو، وبرت لانكستر. وفي حفل بلوم عام 1949 فازت كارول تشانينج. وفي عام 1964 بعد وفاة دانيال بلوم، أشرف جون ويليس على الجوائز. وفي عام 1969 تم تغيير اسم الجائزة إلى (جائزة المسرح العالمي). وكانت الجوائز الأولى عبارة عن شهادة مؤطرة، ثم لوحة، ولاحقًا في عام 1973 جائزة يانوس البرونزية، منحوتة من قبل هاري مارينسكي.
تم دمج جوائز عالم المسرح كمنظمة غير ربحية 501 (c) في عام 1998، ويشرف عليها حاليًا مجلس إدارة مستقل عن «عالم المسرح».
يتم اختيار الفائزين من قبل لجنة من النقاد في نيويورك، وهم:
- روما توري (نيويورك 1)
- ديفيد كوت (تايم أوت 7 نيويورك، نيويورك 1)
- جو دزييميانوفيتش (نيويورك ديلي نيوز)
- بيتر فيليشيا (نيوارك ستار ليدجر، Eme 7 6ritus)
- هاري هاون (بلاي بيل)
- ماثيو موراي (موقع تالكين براودوي)
- فرانك شيك (نيويورك بوست).

## الجوائز الخاصة

### جائزة دوروثي لودون ستاربابي
تم إطلاق جائزة (دوروثي لودون ستاربابي) في عام 2009، والتي سميت على شرف الممثلة والمغنية دوروثي لودون (1925-2003)، ومنذ عام 2010 تم منحها من قبل مؤسسة دوروثي لودون التي تنظم هذه الجوائز، والتي تم تقديمها لأول مرة إلى سوزان لويز أوكونور (بليث سبيريت)، ثم إلى المتلقون الآخرون وهم:
- بوبي ستيجرت (راغتايم ويانك) (2009-10)،[8]
- سيث نومريش (وار هورس) (2010-11)،[9]
- وسوزان بورفار.[7]

والتي تم تغيير اسمها إلى (جائزة دوروثي لودون للتميز في المسرح) في عام 2013.

### جائزة لونت - فونتان
تم تقديم أول جائزة لونت - فونتان السنوية لتميز الفرقة في حفل توزيع جوائز 2010-11، إلى فريق (الوغد مع القبعة) - بوبي كانافال، وكريس روك، وأنابيلا سيورا، وإليزابيث رودريغيز، ويول فاسكيز، تُمنح الجائزة تكريماً للراحلين ألفريد لونت ولين فونتان وتقدم إلى فرقة بارزة في مسرح برودواي أو خارجه.

### جائزة جون ويليس
تم تقديمها لأول مرة لموسم 2012-13، والتي يتم منحها «لإنجاز مدى الحياة في المسرح» لتكريم جون ويليس الذي ابتكر وحافظ على تقليد عالم المسرح لمدة 66 عامًا، كان المستلم الأول هو آلان ألدا.

### حفل توزيع الجوائز
تم الإعلان عن الفائزين لموسم 2010-11 في 10 مايو 2011 مع حفل أقيم في 7 يونيو؛ يتم تقديم الجوائز بشكل تقليدي من قبل الفائزين السابقين بالجوائز. وتم الإعلان عن الجوائز لموسم 2011-11 في 8 مايو 2012، وقدمت في حفل أقيم في 5 يونيو 2012، في مسرح بيلاسكو. وتم الإعلان عن جوائز موسم 2012-13 في 7 مايو 2013، وأقيم حفل توزيع جوائز المسرح العالمي السنوي رقم 69 في 3 يونيو في مسرح ميوزيك بوكس. وتم الإعلان عن الجوائز لموسم 2013-14 في 6 مايو 2014، وأقيم الحفل في 2 يونيو 2014، وتم الإعلان عن جوائز موسم 2014-2015 في 5 مايو 2015؛ وأقيم الحفل في 1 يونيو 2015، في مسرح ليريك.